# بیچوود، نیوجرسی
بیچوود (به انگلیسی: Beachwood) شهری در ایالت نیوجرسی کشور ایالات متحده آمریکا است که جمعیت آن در سرشماری سال ۲۰۱۰ میلادی، ۱۱٬۰۴۵ نفر بوده‌است.